# نهر ديبامبا
نهر ديبامبا، هو نهر يقع في المنطقة الساحلية في جنوب الكاميرون في إفريقيا، ويصب في مصب الكاميرون بالقرب من مدينة دوالا.

## الوصف
يتدفق نهر ديبامبا بطول 150 كيلومتر، تضم منطقة مستجمعات حوض مياه النهر مساحة 2400 كيلومتر مربع، ويبلغ متوسط التصريف عند مصب النهر حوالي 480 مترًا مكعبًا في الثانية.
تنتشر بالقرب من المصب مناطق غابات المانغروف الممتدة جنوبًا من مدينة دوالا إلى منطقة بوانت سويلابا في الكاميرون والتي يتدفق النهر  فيها.
بالقرب من مدينة دوالا، يعبر نهر ديبامبا جسر طريق بعارضة على شكل حرف T ويمتد بطول 370 مترًا، بُني الجسر من الخرسانة الجاهزة في عامي 1983 و1984.

## التاريخ
انتقل سكان دوالا، الذي يسكنون تاريخياً منطقة مدينة دوالا وحولها، إلى موقعهم الحالي من بيتي على نهر ديبامبا.
كان نهر ديبامبا مسرحًا للأعمال الحربية خلال الحرب العالمية الأولى.

## القضايا البيئية
يوجد بعض الغابات المستنقعية الدائمة في منطقة النهر، تم إزالة العديد منها وتجفيفها لأغراض الزراعة، رغم وجود  بعض حيوانات النهر التي أصبحت لا تحظى بحماية جيدة وخاصة خروف البحر الأفريقي.

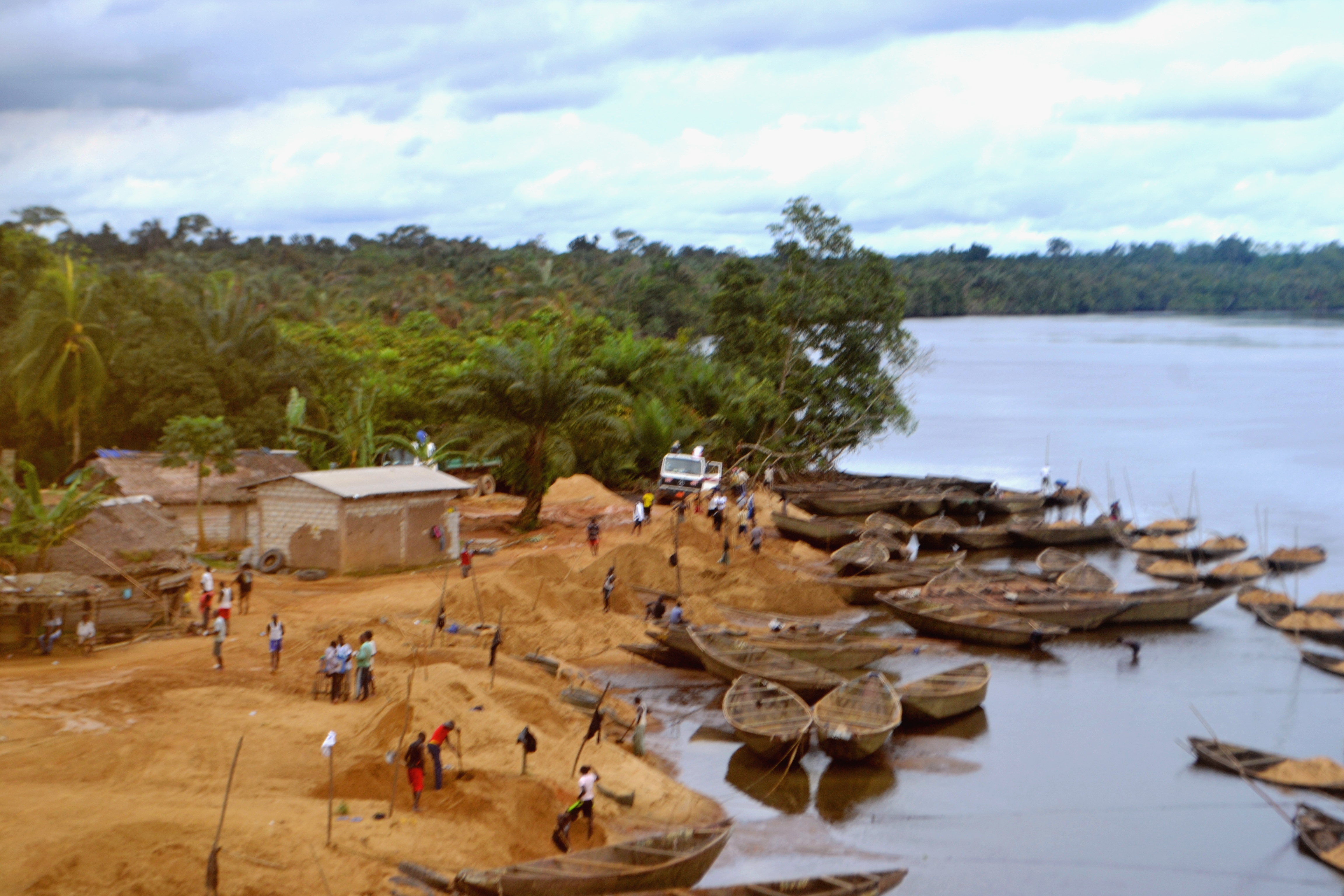
أعمال نقل رمال في منطقة النهر

بسبب ازدياد النمو السكاني والتوسع العمراني على طول ممر نهر ديبامبا، أثر ذلك على النظام البيئي الطبيعي الغني بالتنوع البيولوجي، ومن هذه الآثار تآكل الضفاف والترسيب وفقدان التراث الثقافي وكذلك التلوث.
تسعى مدينة دوالا وبلدية ديبامبا بعمل أفضل المهارات الوطنية والدولية لتطوير مبادرات التخطيط المستدام للمنطقة، وبالتعاون مع برنامج الأمم المتحدة في هذا المجال لخدمة المستوطنات البشرية.